# ラザダグループ
ラザダグループ (Lazada Group) はシンガポールに拠点を置く電子商取引（EC）企業。2011年にロケット・インターネットにより設立された。2014年時点で、ラザダグループはインドネシア、マレーシア、フィリピン、シンガポール、タイ及びベトナムでサイトを運営しており、テスコ、テマセク・ホールディングス、サミット・パートナーズ、JPモルガン・チェース、インベストメントABKinnevik、ロケット・インターネットなどの投資家から複数の資金調達ラウンドで約7億ドル以上の資金を調達している。
2012年3月に同社のサイトは自社の倉庫の商品を消費者へ販売する事業モデルと共に開設された。2013年に第三者の販売者がラザダのサイトを通じて自分の商品を売ることが出来るマーケットプレイス事業が開始され、2014年末にはマーケットプレイスでの売上は全体の65%を占めるようになった。
2016年4月時点でラザダはアリババグループが経営権を獲得している。
キャッチコピーは「Go where your heart beats (あなたの心が鼓動するところに行きなさい)」である。

## 歴史
ラザダグループはロケット・インターネットによって2012年にシンガポールに設立された。東南アジアにおいてAmazon.comの事業モデルを確立し初期のオンライン消費者市場でAmazonの存在感が薄い地域における優位性を確保する意図があった。「ロケット・インターネット」はドイツのインキュベーターであり、米国の成功したハイテク企業の事業モデルをコピーした企業を新興国に設立している。2012年にラザダの電子商取引のウェブサイトがインドネシア、マレーシア、フィリピン、タイ、ベトナムにおいて開設された。同社は2012年と2013年の早期に4回の資金調達ラウンドを行っている。JPモルガンは9月に非開示金額で投資を行い、スウェーデンの小売企業「Kinnevik」は11月に4000万ドル、ドイツのプライベートエクイティ企業の「サミット・パートナーズ」は12月に2600万ドルを投資し、「Tengelmann」は2013年1月に2000万ドルを投資した。ラザダは自社のサービスに対する最もありふれた不満の一つとし、二日間での配達保証サービスを導入した他、最大の課題の一つとして倉庫と配送サービスへの「大規模で計り知れない投資」を行うと述べた
2013年、ラザダは1億ドル追加調達し、AndroidとiOSデバイス向けのアプリをリリースした。2013年12月、テスコ、アクセス・インダストリーズ、および他の既存投資家から2億5000万ドルを追加調達したと発表した
2014年5月、ラザダは6ヶ国目の事業拠点としてシンガポールにサイトを開設した
2014年11月、シンガポールのテマセク・ホールディングスは2億5000万ドルの資金調達ラウンドを率いており、ラザダは合計で約7億ドル以上の資金を調達した。同月にラザダは全体の売上に占めるマーケットプレイスプラットフォームの売上の割合が65%以上になり、プラットフォームの第三者の販売者が2013年11月の500人から2014年12月には1万人近くまで増加したと発表した。地域の雇用者数も約4000人に達した
2014年のラザダの純収益が1億5430万ドルに拡大した一方、純営業損失も1億5250万ドルに拡大した。しかし、総流通総額(サイトを通じて販売された全ての商品の価格の総額)がマーケットプレイス事業の売上により2013年の9500万ドルから2014年には3億8400万ドルへ成長したことから、2014年の総流通総額に対する損失の割合は前年に比べて縮小した
2015年時点でのラザダの成長の課題は、実店舗よりも優位に立つことであり、アメリカの消費者の10%と比較して1%しかオンラインで購入していないなかった。その他にも、クレジットカードが普及していないので着払い配達システムの整備が必要なことと、特に農村地域での信頼性の高い配送、アマゾンとアリババとの競争の脅威などがある

2016年3月、ラザダはアジア6ヶ国での年間総流通総額が13億6000万ドルを記録し、東南アジアで最大の電子商取引企業と主張した。
2016年4月、アリババグループは新規発行株式5億ドルと既存投資家から5億ドル相当の株式を購入することでラザダの経営権を獲得する意向を発表した。イギリスのスーパーマーケット企業「テスコ」はラザダの8.6%分の保有株をアリババに1億2900万ドルで売却したと認めた。アリババが関心を示した理由として、東南アジア市場は一日の可処分所得が16ドル～100ドルの中間層が2012年には推定1億9000万人存在するが、2020年には4億人にまで増加するとされていることや、ラザダも東南アジアでの事業の難しさを理解しており、アリババにとっては中国市場と同様に物流・インフラと共に電子商取引事業を再構築する代わりにラザダから投資することで数十億ドルを削減でき、更にアリババの中国の売り手がラザダの新たな売り手や買い手へアクセスできるので両社共に利益があるといえる。